# Dave Douglas
Dave Douglas (24 marzo 1963) è un trombettista, compositore e produttore discografico statunitense etichetta indipendente chiamata Greenleaf.
Ha collaborato con John Zorn, è stato membro dei Masada e ha lavorato anche con Sheryl Crow, Marc Ribot, Cibo Matto, Sean Lennon, Uri Caine e altri.
Attualmente ricopre il ruolo di direttore artistico del festival Bergamo Jazz.

## Discografia
| Titolo                                                           |  | Anno |  | Etichetta       |
| ---------------------------------------------------------------- |  | ---- |  | --------------- |
| Parallel Worlds                                                  |  | 1993 |  | Soul Note       |
| The Tiny Bell Trio                                               |  | 1994 |  | Songlines       |
| In Our Lifetime                                                  |  | 1995 |  | New World       |
| Constellations                                                   |  | 1995 |  | hatHUT          |
| Five                                                             |  | 1996 |  | Soul Note       |
| Live in Europe                                                   |  | 1997 |  | Arabesque       |
| Sanctuary                                                        |  | 1997 |  | Avant           |
| Stargazer                                                        |  | 1997 |  | Arabesque       |
| Moving Portrait                                                  |  | 1998 |  | DIW             |
| Charms of the Night Sky                                          |  | 1998 |  | Winter & Winter |
| Magic Triangle                                                   |  | 1998 |  | Arabesque       |
| Convergence                                                      |  | 1999 |  | Soul Note       |
| Songs for Wandering Souls                                        |  | 1999 |  | Winter & Winter |
| Soul on Soul                                                     |  | 2000 |  | RCA             |
| Leap of Faith                                                    |  | 2000 |  | Arabesque       |
| A Thousand Evenings                                              |  | 2000 |  | RCA             |
| El Trilogy                                                       |  | 2001 |  | BMG             |
| Witness                                                          |  | 2001 |  | RCA             |
| The Infinite                                                     |  | 2002 |  | RCA             |
| Freak In                                                         |  | 2003 |  | Bluebird        |
| Strange Liberation                                               |  | 2004 |  | RCA             |
| Bow River Falls                                                  |  | 2004 |  | Koch            |
| Mountain Passages                                                |  | 2005 |  | Greenleaf Music |
| Live at the Bimhuis Set 1 & 2                                    |  | 2005 |  | Greenleaf Music |
| Keystone                                                         |  | 2005 |  | Greenleaf Music |
| Meaning and Mystery                                              |  | 2006 |  | Greenleaf Music |
| Keystone: Live in Sweden                                         |  | 2006 |  | Greenleaf Music |
| Live at the Jazz Standard (solo digitale)                        |  | 2006 |  | Greenleaf Music |
| Live at the Jazz Standard                                        |  | 2007 |  | Greenleaf Music |
| Moonshine                                                        |  | 2007 |  | Greenleaf Music |
| Keystone: Live at Jazz Standard (Complete Book)' (solo digitale) |  | 2008 |  | Greenleaf Music |
| Spirit Moves                                                     |  | 2009 |  | Greenleaf Music |
| A Single Sky                                                     |  | 2009 |  | Greenleaf Music |
| Spark of Being                                                   |  | 2010 |  | Greenleaf Music |
| United Front: Brass Ecstasy at Newport                           |  | 2011 |  | Greenleaf Music |
| GPS, V1: Rare Metals                                             |  | 2011 |  | Greenleaf Music |
| GPS, V2: Orange Afternoons                                       |  | 2011 |  | Greenleaf Music |
| GPS, V3: Bad Mango                                               |  | 2011 |  | Greenleaf Music |
| Be Still                                                         |  | 2012 |  | Greenleaf Music |
| Time Travel                                                      |  | 2013 |  | Greenleaf Music |
| DD50: Special Edition 50th Birthday Recordings                   |  | 2013 |  | Greenleaf Music |
| Riverside                                                        |  | 2014 |  | Greenleaf Music |
| Present Joys (con Uri Caine)                                     |  | 2014 |  | Greenleaf Music |